# Superficie della Luna

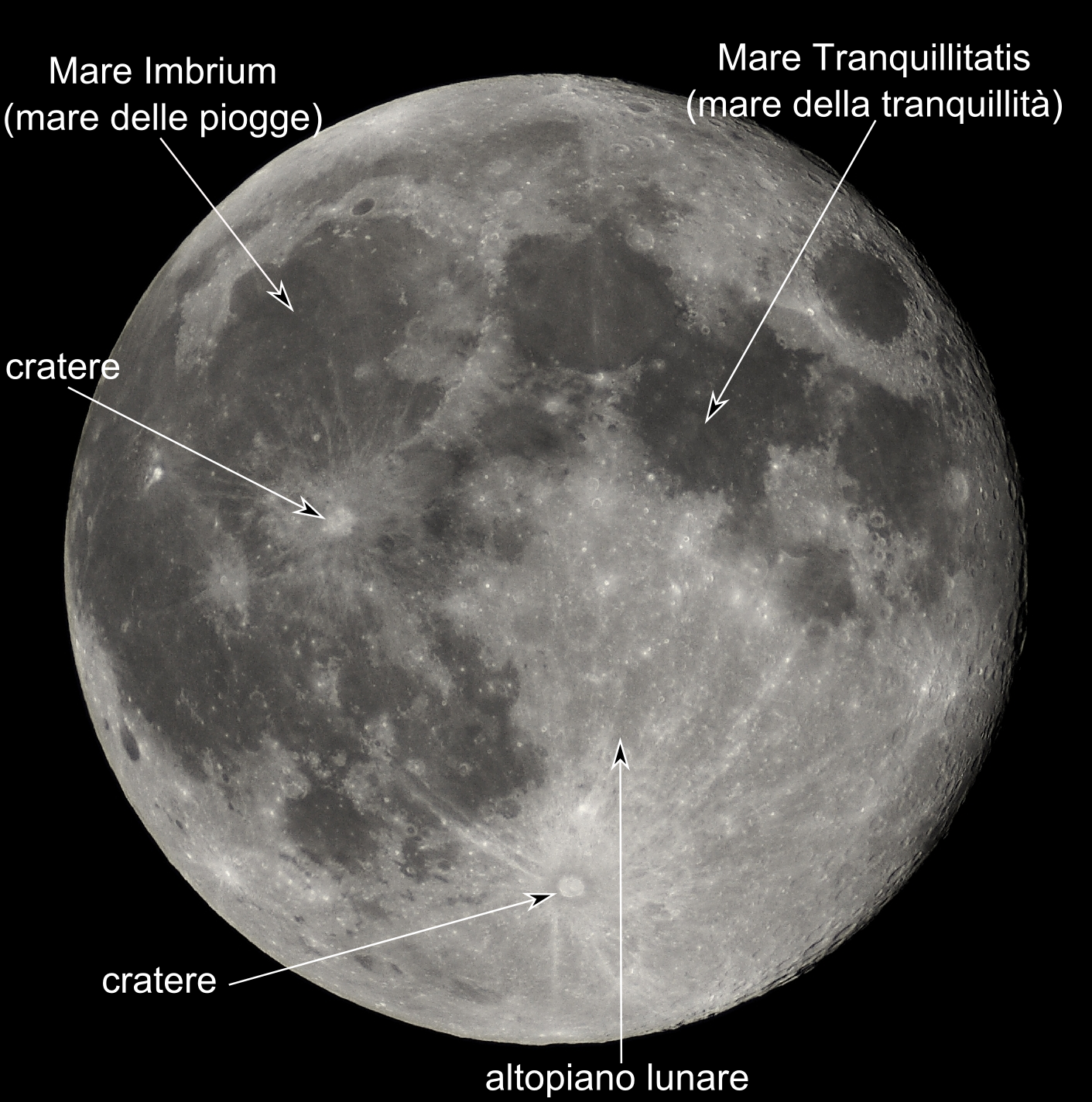
Le principali formazioni della superficie lunare

Il suolo lunare è grigiastro e composto da regolite lunare, una roccia polverosa generata principalmente a seguito dell'impatto di meteoroidi con la superficie e dell'azione del vento solare su di essa. Varia da grana molto fine ad argilla.

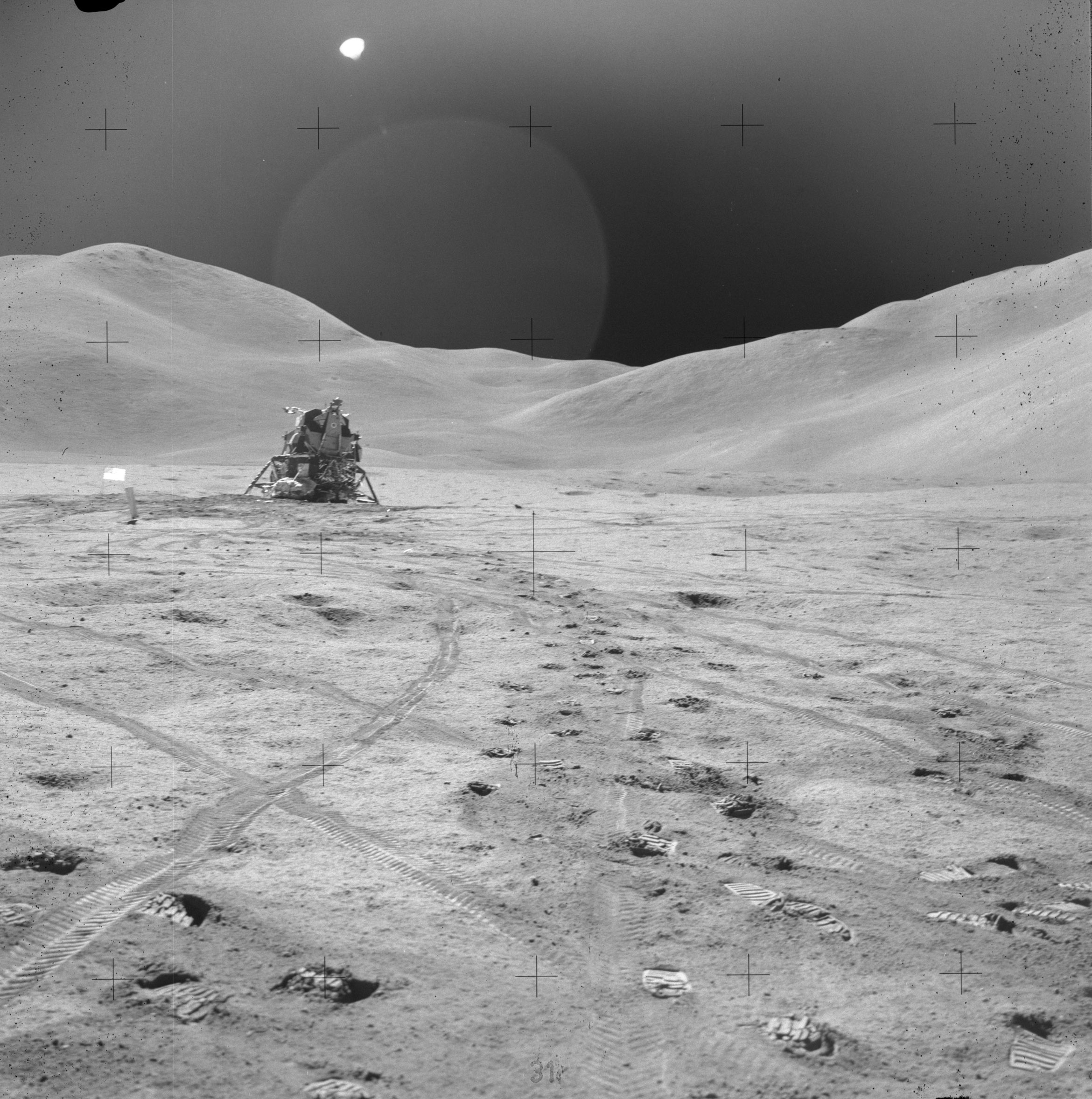
L'Apollo 15 sul suolo lunare

La superficie si presenta cosparsa di crateri, eccezion fatta per i "mari" ossia le vaste zone pianeggianti resti di antiche colate laviche, dove i crateri sono più radi. Sono in tutto 1 571 (crateri denominati) oltre a 7 066 crateri correlati con raggio non inferiore a un metro. 

## Descrizione
I più grandi raggiungono un diametro anche di 240 km. Non agendo sulla Luna forze tettoniche, eruzioni vulcaniche e fenomeni sismici, sono fenomeni rari, a parte casi estremamente rari causati da impatti con meteoriti.
All'equatore la temperatura può raggiungere durante il giorno un massimo di 127 °C e un minimo di -247 °C rilevata in un cratere presso il polo Nord lunare. Non essendovi atmosfera, né scorrimento superficiale di acqua, mancano i relativi fenomeni di erosione tipici della Terra. Tuttavia, il continuo bombardamento di micrometeoriti unito all'impatto dei meteoroidi e degli asteroidi costituisce una forza di erosione, che ha levigato e leviga tuttora lentamente la superficie lunare. Manca l'acqua allo stato liquido; allo stato solido è invece probabilmente presente nei crateri circumpolari.
La prima sonda ad allunare è stata la sovietica Luna 2, che rimase distrutta nell'impatto. L'uomo è arrivato col programma Apollo fra il 1969 e il 1972. Il primo a mettervi piede, nella missione Apollo 11, è stato l'astronauta statunitense Neil Armstrong. L'ultima visita è del rover cinese Yutu (Coniglio di giada) della missione Chang’e-3 nel dicembre 2013.